# Marmosops incanus
Espèce
Répartition géographique
Statut de conservation UICN

 LC  : Préoccupation mineure
Marmosops incanus est une espèce d'opossums de la famille des Didelphidae. Il est originaire du Brésil.